# Villa Ricciardi

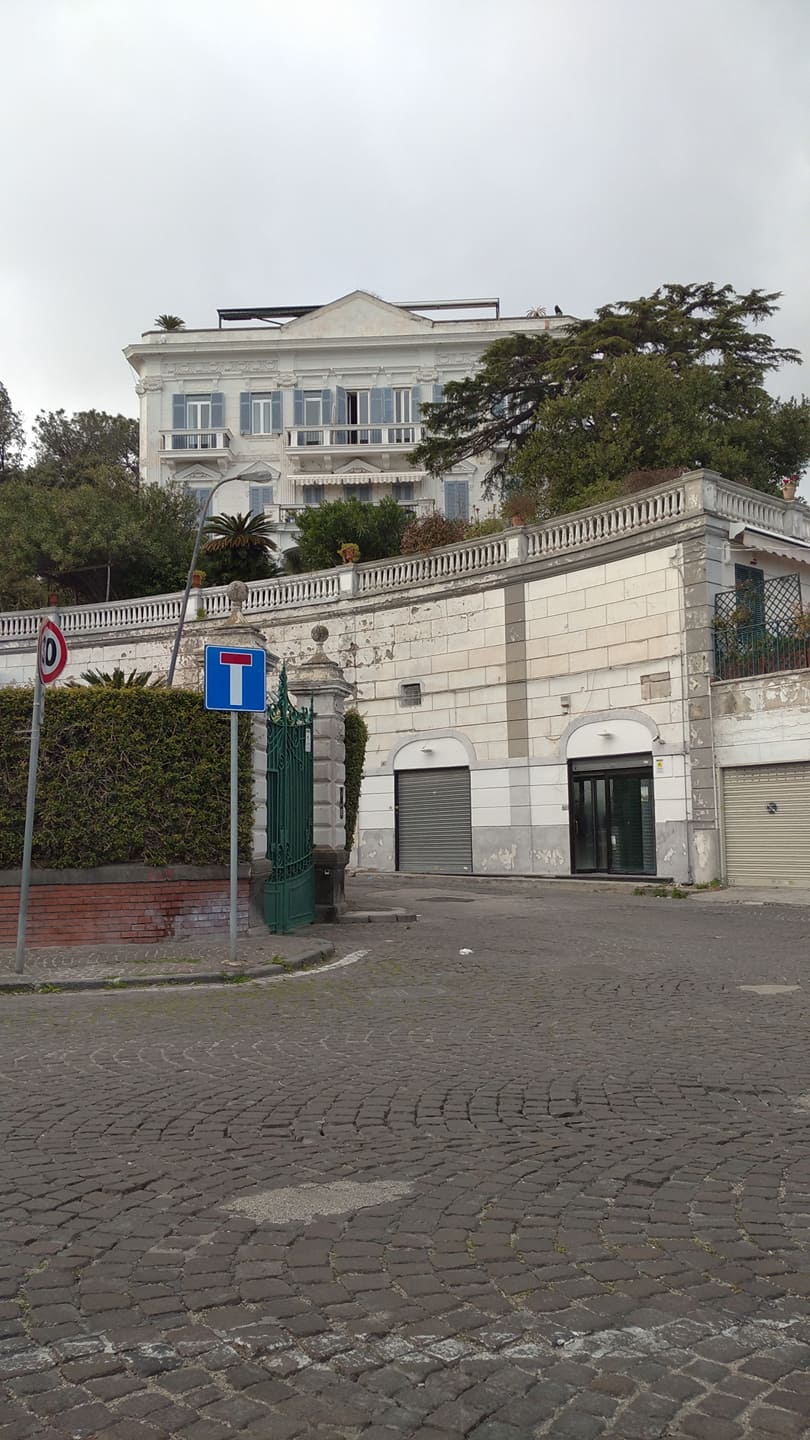
Villa Ricciardi in Neapel

Die Villa Ricciardi ist ein klassizistisches Landhaus aus dem 19. Jahrhundert im Viertel Vomero von Neapel in der italienischen Region Kampanien. Sie liegt am Corso Europa.

## Geschichte
Das Landhaus entstand im Jahre 1817 als Residenz von Francesco Ricciardi, eines Rechtsanwaltes aus Pistoia und Ministers von Joachim Murat, der ihm den Titel eines Conte dei Camaldoli verliehen hatte. Sie steht auf Land, das den Kamaldulenser- und Dominikanermönchen enteignet worden war.

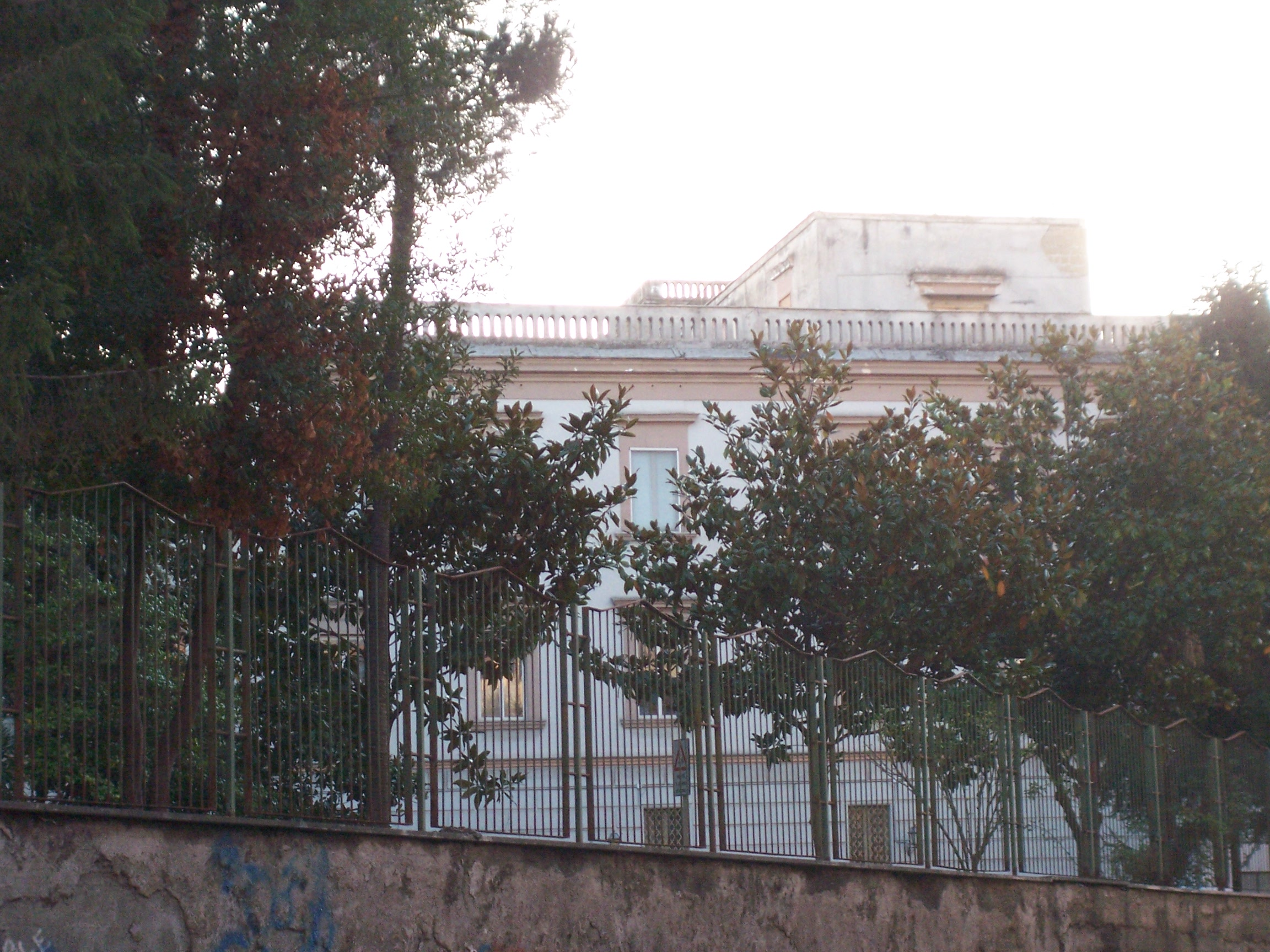
Villa Ricciardi von der Via di San Domenico aus

Sie galt als eines der schönsten und weitläufigsten Anwesen auf dem Hügel und war von enorm großen Gärten (bekannt als „Hortus Camaldulensis“) umgeben, die reich an seltenen Pflanzen waren und sich vom Hügel Camaldoli bis nach Soccavo erstreckten. In diesen Gärten, die auch ein altes Gebäudes namens Masseria Miniero enthielten, führte der berühmte Botaniker Friedrich Dehnhardt neue Baumarten ein oder kreierte sie (z. B. Eucalyptus camaldulensis). In der Villa waren auch König Christian VIII. von Dänemark und Alexandre Dumas der Ältere zu Gast, Giacomo Leopardi und der Dichter Angelo Maria Ricci widmeten dem Haus Gedichte.
In den Jahren vor der Revolution von 1848 gehörte der Salon der Familie Ricciardi zu den aktivsten und angesagtesten in der kulturellen Szene Neapels. Dort fanden Treffen zwischen „vielen intelligenten Personen beiderlei Geschlechts“ statt, die von den Eheleuten Ricciardi inspiriert wurden: Giuseppe Ricciardi, der Sohn des Ministers, und Luisa Granito und darüber hinaus Raffaele Liberatore. Der literarische Salon war in dieser ersten Hälfte des 19. Jahrhunderts ein Bezugspunkt für die Intellektuellen der Stadt und für die ausländischen Gäste, die dort vorbeikamen, darunter Vittorio Imbriani, Basilio Puoti (der eine Trauerrede für Luisa Granito schrieb), Cesare Dalbono, Giuseppina Guacci Nobili, Giuseppe Ferrigni, Carlo Troya und Angelo Maria Ricci. Nach dem Tod von Luisa Granito und dem ersten Exil von Giuseppe Ricciardi lebte dessen Schwester Elisabetta lange Zeit in der Villa in Vomero, mindestens bis zu ihrer Heirat 1854.
Am 15. Mai 1848 plünderten die Unterstützer der Bourbonen die Villa und setzten die Bibliothek, die reich an Manuskripten war und gut 15.000 Bände umfasste, in Brand.
Anfang des 20. Jahrhunderts wurde die Villa als sommerliches Feriendomizil für die Schüler des Convitto Vittorio Emanuele II genutzt; seit 1956 ist dort das Istituto per non vedenti Domenico Martuscelli (dt.: Blindeninstitut Domenico Martuselli) untergebracht.
Von 1949 bis 1952 lebte der ungarische Schriftsteller Sándor Márai, der nach der Machtübernahme der Kommunisten in seiner Heimat emigrierte, in der Villa.
Die einzige Straße, die einst zur Villa führte, war die alte Via del Vomero (heute Via Belvedere), die vom Villaggio Vomero in diese Gegend führte, die „Pascone“ genannt wurde; sie führte vorbei an der Villa Carafa di Belvedere, der Villa Regina und der Masseria Pagliarone. Nach dem Bau der Via Francesco Cilea im Jahre 1949 befindet sich die Villa Ricciardi, deren Park heute viel kleiner ist als früher, in der Nähe der Kreuzung dieser Straße (und ihrer Fortsetzung Corso Europa) mit der Via Santo Stefano und der Via San Domenico.